# Heteropoda javana
Heteropoda javana este o specie de păianjeni din genul Heteropoda, familia Sparassidae. A fost descrisă pentru prima dată de Simon, 1880. Conform Catalogue of Life specia Heteropoda javana nu are subspecii cunoscute.